# جوزفين لوفيت
جوزفين لوفيت (بالإنجليزية: Josephine Lovett)‏ هي كاتبة سيناريو وممثلة أمريكية، ولدت في 21 أكتوبر 1877 في سان فرانسيسكو في الولايات المتحدة، وتوفيت في 17 سبتمبر 1958 في كاليفورنيا في الولايات المتحدة.

## وصلات خارجية
- جوزفين لوفيت على موقع IMDb (الإنجليزية)
- جوزفين لوفيت على موقع ألو سيني (الفرنسية)
- جوزفين لوفيت على موقع أول موفي (الإنجليزية)
- جوزفين لوفيت على موقع قاعدة بيانات الأفلام السويدية (السويدية)
- جوزفين لوفيت على موقع قاعدة بيانات الفيلم (الإنجليزية)
- جوزفين لوفيت على موقع كينوبويسك (الروسية)